# Magnus Heinason

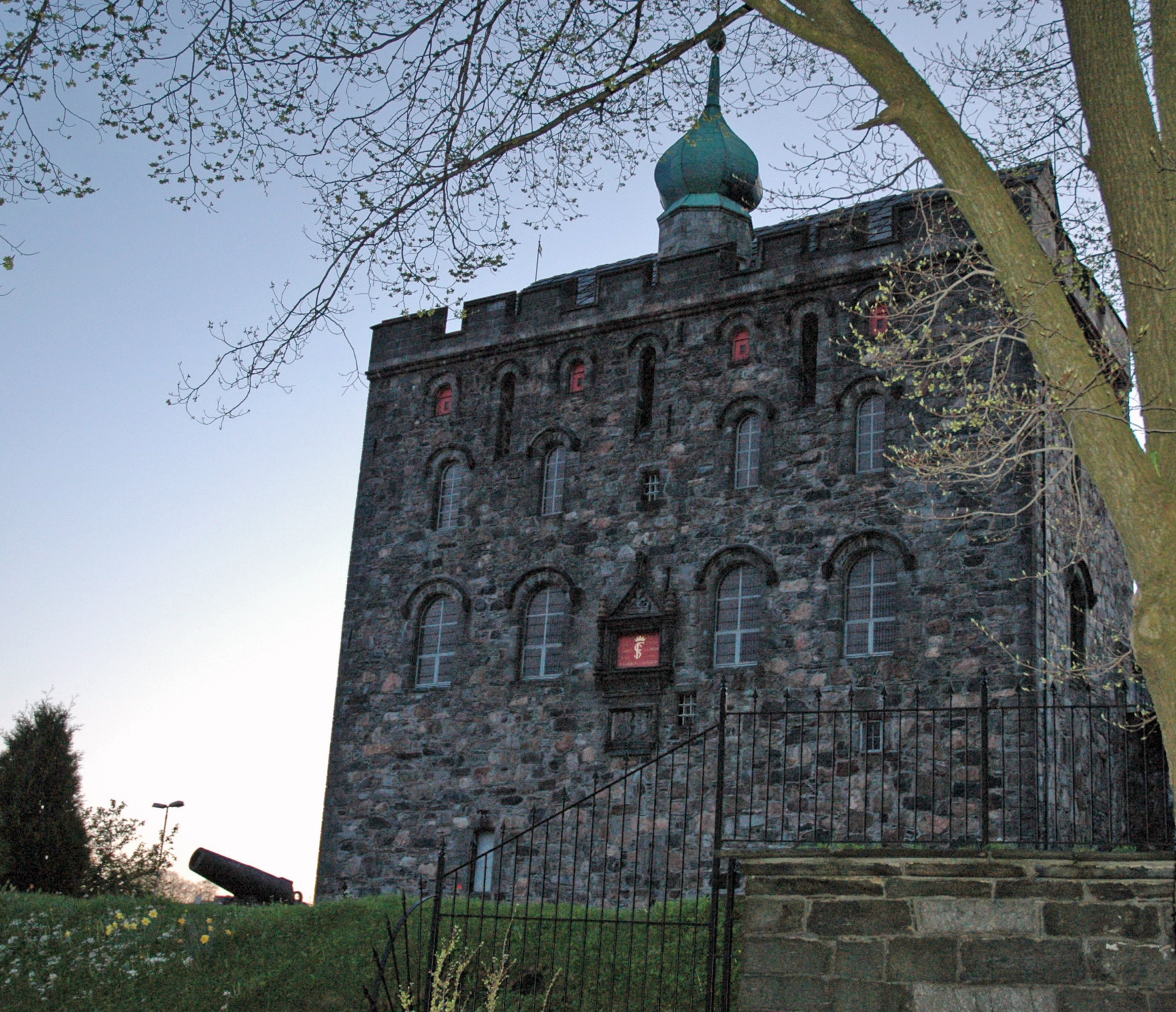
La Torre Rosenkrantz ubicada en la Fortaleza de Bergenhus

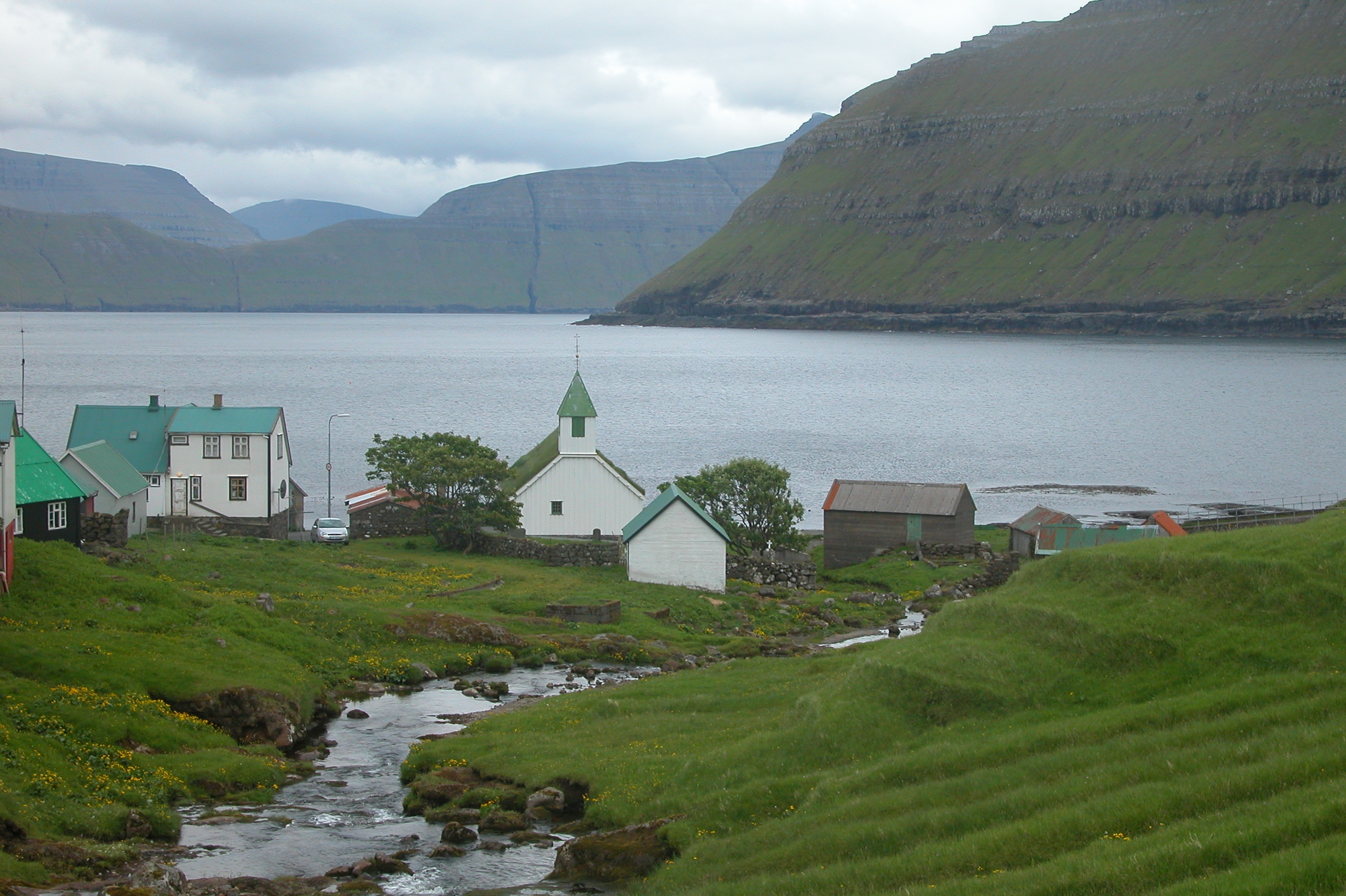
Oyndarfjørður

Magnus Heinason (Mogens Heinesøn) (1548-18 de enero de 1589) fue un comerciante y corsario de las Islas Feroe, Dinamarca.
Magnus Heinason sirvió a Guillermo de Orange y a su hijo Mauricio de Nassau, Príncipe de Orange durante 10 años como corsario, luchando contra los españoles en la Guerra de los Ochenta Años. Magnus Heinason recibió los derechos comerciales de las Islas Feroe del rey Federico II de Dinamarca y Noruega desde 1559 hasta 1588. Más tarde recibió patente de corso para hundir o capturar barcos piratas y barcos mercantes ingleses.
Magnus construyó las primeras fortificaciones en Tórshavn. Solo un año después, fue capturado y enviado a Copenhague por orden del tesorero y estatúder danés, Christoffer Walkendorf (1525-1601), quien gobernaba Dinamarca después de la repentina muerte de Federico II de Dinamarca. Magnus Heinason fue juzgado y decapitado el 18 de enero de 1589. Su viuda, Sofie von Günsterberg, y su socio comercial Hans Lindenov (m. 1610) impugnaron este acto y llevaron el asunto a una asamblea de nobles en el puerto marítimo de Kolding. La sentencia de muerte de Magnus Heinason fue declarada nula el 6 de agosto de 1590 y póstumamente fue rehabilitado. Valkendorff fue suspendido de sus funciones y obligado a pagar 3.000 Reichsthaler a los herederos. Los restos de Magnus Heinason fueron exhumados y llevados a Ørslev Kloster (ørslevkloster) en la propiedad de Lindenov, donde yacen bajo el suelo de la iglesia del monasterio local hasta el día de hoy.

## Familia
Heinason era hijo de Heine Havreki (1514-1576), un sacerdote noruego de Bergen que emigró a las Islas Feroe y ayudó a introducir la Reforma luterana en las Islas Feroe, y Gyri Arnbjørnsdatter, la segunda esposa de Havreki, parte de un poderoso y rico clan noruego. En su trabajo como sacerdote en las Islas Feroe, Heine Havreki viajó mucho por mar, hacia y desde las Islas Feroe. Magnus lo acompañó en estos viajes. Incluso cuando era un niño, Magnus sabía cómo navegar en botes pequeños y ganó mucha experiencia que le sería útil más adelante en la vida. De adulto en su carrera de marinero y corsario realizaría algunos de sus actos más sonados en estas mismas aguas.
Magnus Heinason se comprometió tres veces y se casó dos veces. Tuvo un hijo con una dama de las Islas Feroe, de nombre Kollfina, alrededor de 1560. 
- Rasmus Magnussen, (1560 – 1670). Vivió hasta la edad de 110 años, ya la edad de 103 se convirtió en padre de un hijo.

En 1580, Magnus conoció a una dama noble noruega, Margrethe Axeldatter Gyntersberg o von Güntersberg (1565-1589), hija del noble noruego Axel Gyntersberg. Tuvieron un hijo.
- Mogensbarn, (158?-murió de niño).

Margrethe y Magnus no se casaron porque ella lo acusó de violación. Luego, la familia noble exigió que se casara con la hermana menor de Margrethe, Sophie Axeldatter Gynhterberg (1566 – 1607). Se casaron en 1582 en Bergenhus, Bergen y tuvieron una hija, 
- Elsebeth Magnusdatter (1584 – 1645). Más tarde se casó con Anders Matsen y vivió enHardangerfjord en Noruega.[8][9]

## Primeros años de vida
Cuando Magnus tenía 17 o 18 años, su padre, Heine Havreki, fue trasladado a Noruega. La familia se mudó a Bergen. Aquí Magnus pudo vivir su sueño de convertirse en marinero, principalmente debido a las conexiones familiares por parte de su padre. A una edad temprana fue nombrado capitán de un barco mercante en la ruta que su padre había navegado durante muchos años, es decir, la ruta entre Bergen a las Islas Feroe. En su tercer viaje fue atacado por piratas. No se sabe qué ocurrió realmente, pero cuando regresó a Bergen, la gente lo ridiculizó por rendirse sin luchar. Estaba profundamente molesto por este incidente y juró que se vengaría. Dejó Noruega y se fue a los Países Bajos donde se unió a la Armada. Poco se sabe sobre esta parte de la vida de Magnus. Regresó unos 10 años después con elogios de Mauricio de Nassau, Príncipe de Orange y su padre Guillermo de Orange por su valentía en el combate en el mar contra los españoles en la Guerra de los Ochenta Años que finalmente resultó en la liberación de los Países Bajos del control de la corona española.

## Regreso a Dinamarca
Magnus regresó a Dinamarca con buenas recomendaciones de Mauricio de Nassau, príncipe de Orange, algo que sería beneficioso para él en negociaciones posteriores con el rey danés, Federico II de Dinamarca y Noruega. Es probable que Magnus hubiera planeado regresar a Bergen y retomar su antiguo trabajo como capitán en la ruta comercial entre Bergen y las Islas Feroe. Esta vez, sin embargo, era el propietario de su propio barco. El hecho de que su medio hermano Jón Heinason fuera nombrado juez supremo o Løgmaður de las Islas Feroe en 1571 (equivalente a primer ministro) durante la estancia de Magnus en la marina holandesa fue sin duda una ventaja para cualquier nuevo plan en esta dirección. Si Magnus había planeado obtener los derechos comerciales para esta ruta o tal vez incluso un monopolio para el comercio hacia y desde las Islas Feroe. El tesorero y estatúder, Christoffer Valkendorff, descartó de inmediato el pedido de Magnus. Poco antes había abolido la vieja tradición de otorgar derechos comerciales exclusivos a comerciantes privados. Mientras tanto, los barcos que comerciaban desde y hacia las islas lo hacían bajo los auspicios y regulaciones del gobierno y pagando las tarifas respectivas. Este monopolio estatal comenzó en 1578. Ese fue el año del regreso a casa de Magnus.

## Monopolio
Magnus acudió al rey Federico II para mejorar su posición tratando de demostrar que era digno de hacerse cargo del comercio en las Islas Feroe. Sin embargo, al rey no le agradó la idea de renunciar al monopolio comercial que acababa de obtener para sí mismo. Para encontrar alguna escapatoria, Magnus usó la excusa de que algunas personas le debían dinero en las Islas Feroe y él tenía que cobrarlo. Por esta razón le pidió al rey que le concediera un permiso de viaje especial. Pidió un viaje desde Bergen a las Islas Feroe para recuperar lo que le pertenecía. El rey no podía ver nada malo en este plan, ya que Heinason era un hombre de palabra y honor. Pero antes de darle el pase libre, le hizo prometer a Magnus que no intercambiaría bienes, incluso si sus deudores le ofrecían bienes en lugar de dinero. Si llegaba a poseer bienes, debía entregarlos al rey. Magnus estuvo de acuerdo con esto. El rey le concedió pasaje libre para este viaje, y Magnus salió de Copenhague.
Al regresar a casa, trató de torcer un poco las estipulaciones de su viaje, pero de repente tenía planes completamente diferentes en mente. Se reunió con varios de los agricultores y personas de alto nivel en las Islas Feroe, incluido su medio hermano Jógvan Heinason (1541-1602), juez supremo de las Islas Feroe (Løgmaður). Convenció a estos líderes a que comenzaran una pequeña rebelión contra el monopolio del nuevo gobierno. La gente de las islas le propuso al rey que, en lugar de que el rey dirigiera el comercio, un supervisor debería llevar los libros y asegurarse de que todo fuera legal. Si el rey no estaba de acuerdo con esta propuesta, el pueblo feroés al menos quería que un hombre de su elección de las islas estuviera al mando de su propio barco. Debería poder viajar de ida y vuelta entre las Islas Feroe y Bergen comerciando con madera y trigo, dos productos que se habían vuelto escasos desde que el gobierno había monopolizado el comercio para sí mismo.
En la asamblea no se mencionaron nombres, pero estaba claro a quién tenían en mente los miembros de la asamblea. La propuesta feroesa fue presentada al rey en diciembre de 1578 en Koldinghus. Los hombres de las Islas Feroe que habían viajado hasta Kolding dijeron que deseaban tener a un hombre llamado Magnus Heinason para que fuera el comandante de los barcos que comerciaban con sus islas. El rey no quería tomar esta decisión él mismo; en cambio, entregó el asunto a su tesorero y estadista Christoffer Valkendorff. Él debía decidir qué era lo mejor para el rey, ya que él fue quien le había propuesto al rey comenzar un monopolio en las Islas Feroe. Mientras Valkendorff y los empleados contaban números, calculaban y revisaban los libros, Magnus se aprovechó de la situación y se hizo muy amigo del rey Federico II. El rey le otorgó a Heinason el mando de los barcos y le dio los derechos comerciales. El plan de Christoffer Valkendorff de mantener un monopolio comercial en las Islas Feroe se desvaneció en el aire. Los feroeses ahora enviarían todos los bienes producidos en las Islas Feroe en barcos propiedad de Magnus Heinason, y todos los bienes necesarios en las islas (madera, cerveza, trigo y similares) serían traídos por la flota de Magnus.

## Asalto pirata a Tórshavn
En el verano de 1579, Tórshavn fue asaltada por un pirata escocés llamado Klerck. Magnus escuchó esto por primera vez cuando desembarcó en Tórshavn. Los escoceses se habían llevado la mayor parte de los impuestos del rey y también muchos bienes privados que estaban almacenados allí. El propio Magnus había perdido bienes que estaban destinados a ser vendidos y luego gravados por el rey. Magnus dejó las Islas Feroe y fue a Dinamarca para presentar este caso al rey. Quería que el rey cubriera la pérdida de los bienes, ya que Magnus los había pagado y el rey habría recibido impuestos por ellos. El rey accedió a cubrir la mitad de la pérdida. Magnus no estaba complacido con esta propuesta. Pidió que el rey le permitiera armar sus barcos mercantes con cañones para poder luchar contra los piratas o al menos tomarlos prisioneros y luego llevarlos a tierra para ser juzgados. Dado que había servido en la guerra en la marina holandesa y tenía excelentes recomendaciones de Mauricio de Nassau, príncipe de Orange, el rey Federico II concedió el permiso que esta solicitaba. En este contexto, el rey Federico mencionó los impuestos del estrecho de Oresund que estaba perdiendo cuando los comerciantes holandeses navegaban por la ruta norte a lo largo de la costa de Noruega hacia el Mar Blanco para comerciar con Rusia, en lugar de tomar la ruta más corta entre Dinamarca y Suecia a través del estrecho de Oresund, para evitar ser asaltados por piratas. Por lo tanto, Magnus obtuvo una patente de corso para detener y confiscar cualquier barco extranjero que tuviera la intención de viajar hacia el norte a lo largo de la costa de Noruega con una estipulación, sin embargo: que Magnus no debería atacar a ningún barco mercante o de la armada de ninguna nación, si viajaban "con razón".

## Regla de Valkendorf

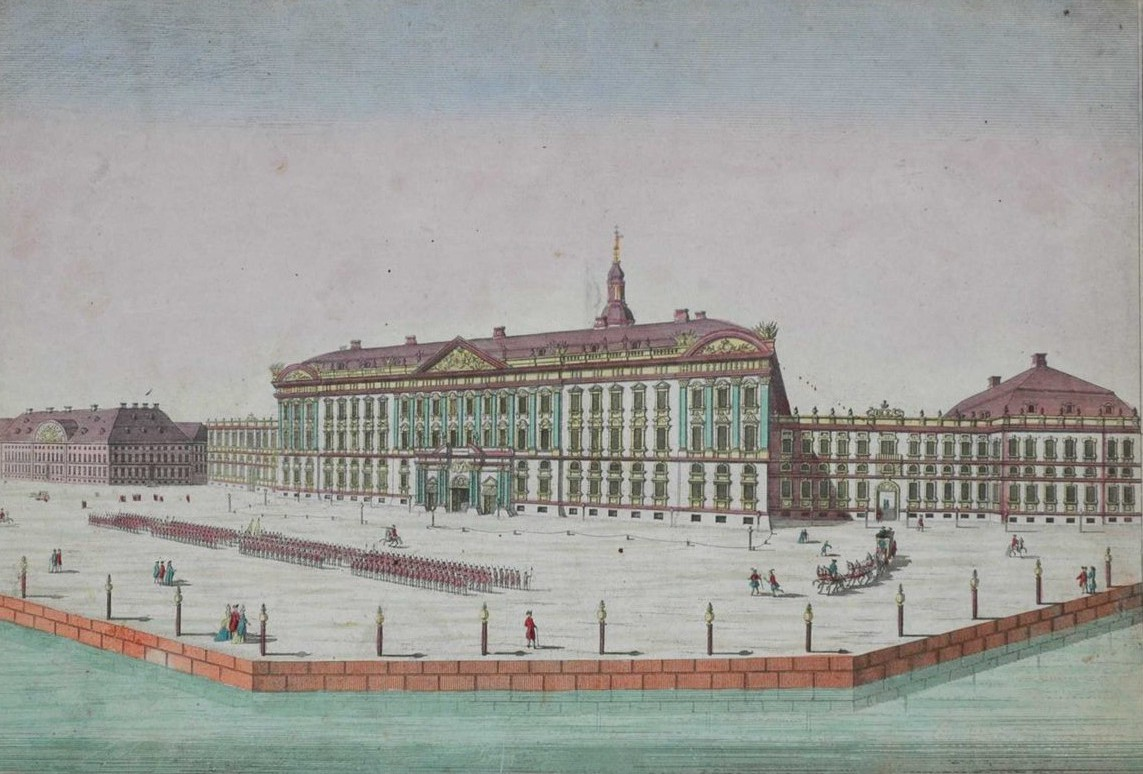
Plaza del Palacio de Christiansborg

El rey ofreció a Heinason una expedición para tratar de encontrar un pasaje a Groenlandia. Magnus no lo hizo. Christoffer Valkendorf todavía buscaba atraparlo, y en 1581 le hizo enfrentarse a acusaciones de fraude comercial y violación en Noruega. Como la situación se volvió tan amenazante para Heinason este huyó a Holanda y nuevamente se puso al servicio del Príncipe de Orange. Dos años más tarde volvió a su antiguo mecenas el rey Federico II, lo que puso fin a viejas acusaciones y dejó que Magnus se quedara con la isla de Egholm en Limfjord como feudo. Pero Christopher Valkendorf no iba a darse por vencido, acusó a Heinason de abordar ilegalmente un barco inglés, mientras prestaba servicio a los Países Bajos. Magnus huyó de nuevo, pero fue alcanzado y arrestado en Noruega. Mientras esto sucedía, el rey murió repentinamente y Valkendorf aprovechó la oportunidad para llevar a cabo un juicio rápido e irregular. Dos días después, el 18 de enero de 1589, Heinason fue ejecutado por decapitación en la plaza del palacio de Christiansborg (Christiansborg Slotsplads) en Copenhague.

## Rehabilitación

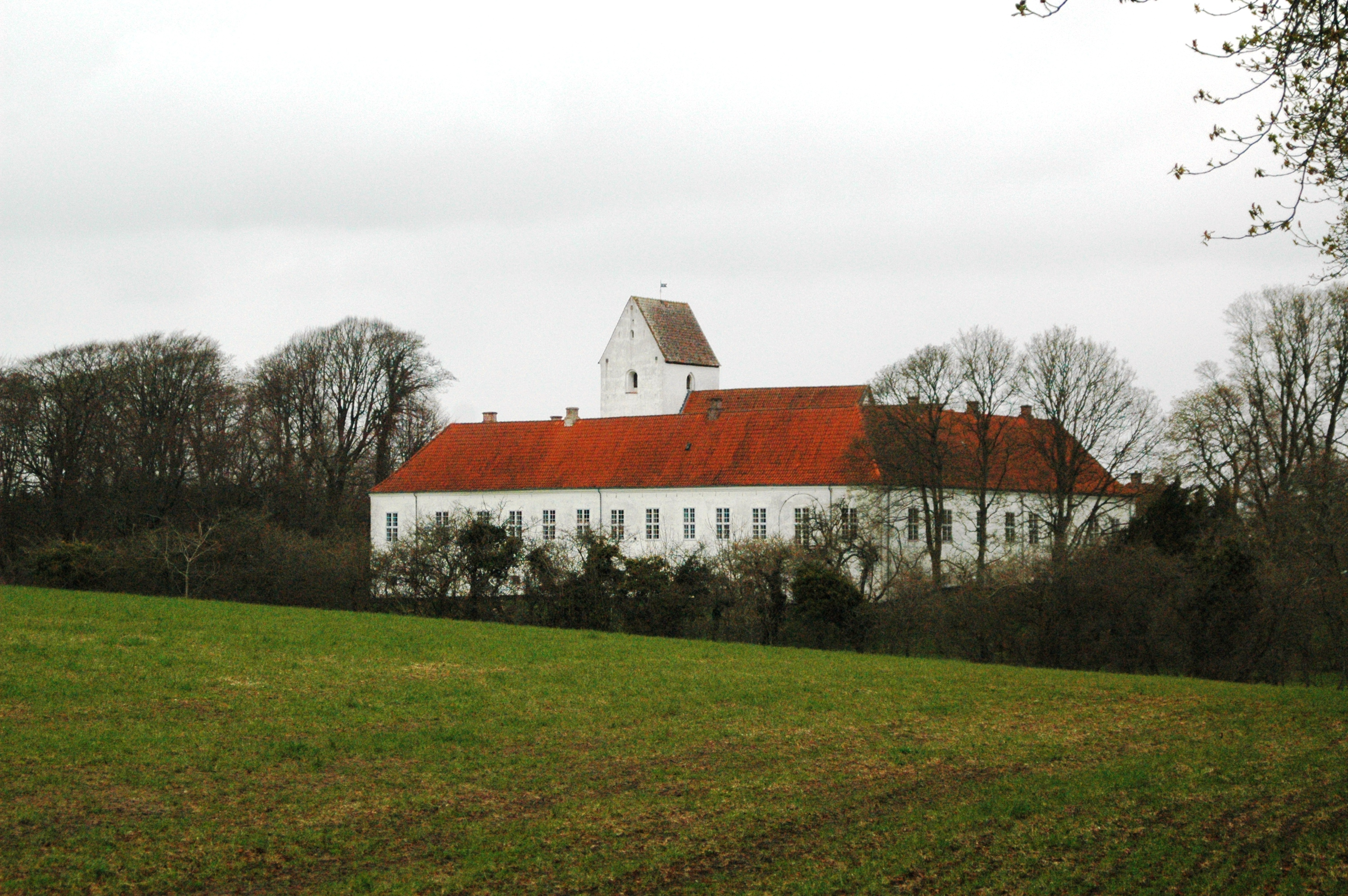
Ørslev Kloster

Bajo la influencia del noble Hans Lindenov y su viuda Sofía, el caso se reanudó al año siguiente debido a haberse presentado un juicio irregular. Aquí Heinason fue absuelto de todos los cargos. El cuerpo fue trasladado y consiguió un entierro honorable en Ørslev Kloster (ørslevkloster). Christopher Valkendorf perdió todas sus oficinas comerciales como castigo. Hoy Magnus Heinason es considerado un héroe en las Islas Feroe. En el castillo de Jægerspris (Jægerspris Slot) en Zelanda, hay un monumento a Heinason junto con Ludvig Holberg, Snorri Sturluson y otros nombres ilustres y famosos del reino danés.

## Literatura
El sacerdote feroés Lucas Debes (1623-1675) comentó en la obra de su vida Færoæ & Færoa Reserata:

Incluso viajó en Noruega y a las Islas Feroe, a la muerte de Magnus Heinesen, sus compatriotas estaban profundamente entristecidos. Los feroeses dicen que fue un hombre que protegió las islas, su padre vino aquí y se estableció aquí, su hermano y su hermana nacieron aquí, vivieron y murieron aquí, y luego sus descendientes y amigos también viven aquí.
Lucas DebesFæroæ & Færoa Reserata

## Otras fuentes
- Troels Frederik Troels-Lund (1911) Mogens Heinesøn: Et Tidsbillede fra det 16de Aarhundrede (Copenhague Gyldendal)

## Lectura relacionada
- John F. West (1972) Feroe - El surgimiento de una nación (C. Hurst and Company: Londres/Nueva York)ISBN 978-0839720638
- John F. West (1985) La historia de las Islas Feroe, 1709-1816 (CA Reitzels Boghandel: Copenhague)ISBN 978-8774214861